# Loch Ness

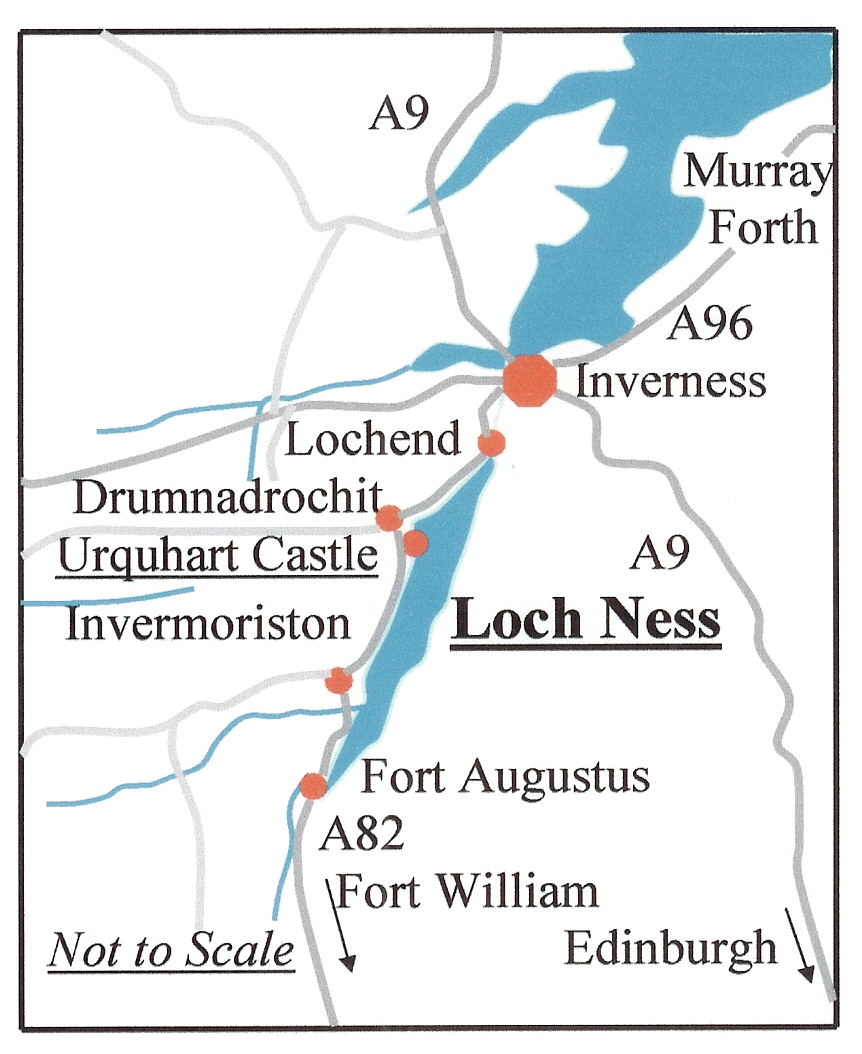
Bản đồ hồ Ness

Loch Ness hay Hồ Ness (tiếng Gaelic: Loch Nis, nghĩa là "hồ Nis") là một hồ lớn và sâu tại cao nguyên Scotland (57°18′N, 4°27′W), kéo dài đến 37 km (23 dặm) Tây Nam của thành phố Inverness. Hồ có bề mặt cao hơn mực nước biển 15.8 m (52 feet). Hồ này nổi tiếng về huyền thoại của "quái vật hồ Loch Ness".
Tính theo diện tích bề mặt thì Loch Ness là hồ lớn thứ hai ở Scotland chỉ sau hồ Lomond với 56.4 km² (21.8 sq mi). Do độ sâu của hồ Loch Ness là lớn nhất tính theo thể tích nên hồ này chứa nhiều nước sạch hơn tất cả hồ nước ở Anh và xứ Wales cộng lại. Điểm sâu nhất của hồ là 230 m (754 feet), sâu hơn chiều cao của tháp BT ở London (189 m).

## Từ nguyên
Theo William Mac Kay trong cuốn sách "Urquhart và Glenmoriston: Thời xa xưa ở một giáo xứ vùng cao", xuất bản năm 1914, nguồn gốc của tên này là từ một truyền thuyết cũ của Scotland, và Gaelic nói: "Tha loch 'nis ann, tha loch 'nis ann! "( Bây giờ có một loch, bây giờ có một loch! ). Cuốn sách "Câu chuyện hồ Loch" của Nicholas Witchell (1976) mô tả còn chi tiết hơn nữa.

## Làng và địa điểm
| Bắc      | - Hồ ly                                                     | - Hồ ly                                     |
| Bờ biển  | miền Tây                                                    | phương Đông                                 |
| Bờ biển  | - Abriachan - Dr cựu sinh viên - Lâu đài Urquhart - Đầm lầy | - Dores - Đầm lầy - Tiền sảnh - Whitebridge |
| miền Nam | - Pháo đài Augustus                                         | - Pháo đài Augustus                         |

Tại Drumnadrochit là "Trung tâm và Triển lãm Loch Ness"  kiểm tra lịch sử tự nhiên và huyền thoại của Loch Ness. Du thuyền trên biển hoạt động từ nhiều địa điểm khác nhau trên bờ loch, mang đến cho du khách cơ hội tìm kiếm "quái vật".
Urquhart Castle tọa lạc trên bờ phía tây, 2 km (1,2 dặm) về phía đông của Drumnadrochit.
Ngọn hải đăng được đặt tại Lochend (Ngọn hải đăng Bona) và Pháo đài Augustus.

## Quái vật hồ Loch Ness
Loch Ness được gọi là quê hương của Quái vật hồ Loch Ness (còn được gọi là "Nessie"), một sinh vật bí ẩn, nổi tiếng một con vật lớn chưa được biết đến. Nó tương tự như các quái vật hồ được cho là khác ở Scotland và các nơi khác, mặc dù mô tả của nó thay đổi từ người này sang người khác. Sự quan tâm và niềm tin phổ biến đối với sự tồn tại của động vật đã thay đổi kể từ khi nó lần đầu tiên được thế giới chú ý vào năm 1933.

## Xuồng cứu sinh
Có một trạm cứu sinh RNLI trên hồ Loch Ness, hoạt động từ năm 2008. Nó được điều khiển bởi các tình nguyện viên với xuồng cứu sinh trên bờ (ILB).

## Loài cá
Các loài cá sau đây có nguồn gốc từ hồ Loch Ness. Một số loài cá khác như cá rô và roach đã được giới thiệu trong Loch hoặc Kênh Caledonian với mức độ khác nhau. 
| Lươn Châu Âu              | Anguilla anguilla |
| Cá chó phương Bắc         | Esox lucius |
| Cá tầm châu Âu            | Acipenser sturio (chưa được xác nhận trong hồ Loch, nhưng được biết đến từ Beauly - Moray Firth, được kết nối qua sông Ness) |
| Cá gai ba gai             | Gasterosteus aculeatus. |
| Brookmrey                 | Lampetra planeri |
| Cá nước ngọt Á-Âu         | Phoxinus |
| Cá hồi Đại Tây Dương      | Salmo salar |
| Cá hồi biển               | Salmo trutta |
| Cá hồi nâu (cá hồi ferox) | Salmo trutta (Salmo ferox)                                                                                                   |
| Cá hồi Bắc Cực            | Salvelinus alpinus |

## Đảo
Loch Ness có một hòn đảo, Đảo Cherry, ở cuối phía tây nam của Loch, gần Pháo đài Augustus. Đây là một hòn đảo nhân tạo, được biết đến như một ngôi nhà kiên cố cổ xưa được xây dựng trong một hồ nước hoặc đầm lầy ở Scotland hoặc Ireland, và có lẽ được xây dựng trong thời đại đồ sắt.
Trước đây có một hòn đảo thứ hai (Đảo Chó) đã bị nhấn chìm khi mực nước được nâng lên trong quá trình xây dựng Kênh đào Caledonia.

## Thủy điện
Loch Ness đóng vai trò là bể chứa thấp hơn cho sơ đồ thủy điện lưu trữ bơm Foyers, đây là công trình đầu tiên thuộc loại này ở Vương quốc Anh. Các tua-bin ban đầu được sử dụng để cung cấp năng lượng cho một nhà máy luyện nhôm gần đó, nhưng bây giờ điện được tạo ra và cung cấp cho lưới điện quốc gia. Một kế hoạch khác, Đề án thủy điện Glendoe 100 megawatt gần Pháo đài Augustus, bắt đầu phát điện vào tháng 6 năm 2009.  Nó đã ngừng hoạt động từ năm 2009 đến 2012 để sửa chữa các đường hầm nối hồ chứa với các tuabin.

## Địa chất
Loch Ness nằm dọc theo Great Glen Fault, tạo thành một dòng điểm yếu trong các tảng đá đã bị khai quật do xói mòn sông băng, tạo thành Great Glen và các lưu vực của Loch Lochy, Loch Oich và Loch Ness.

## Hồ sơ Loch Ness
John Cobb đã thiệt mạng trong một nỗ lực đạt kỷ lục tốc độ dưới nước khi chiếc thuyền Crusader của anh ta va chạm không rõ nguyên nhân trên bề mặt của hồ Loch Ness vào năm 1952. Tai nạn của ông được các phóng viên BBC ghi lại tại thời điểm đó. Gần đó có một đài tưởng niệm ông được người dân Glenurquhart dựng lên.
Vào ngày 31 tháng 8 năm 1974, David Scott Munro, thuộc Câu lạc bộ trượt tuyết Ross-shire Caberfeidh, đã trở thành người đầu tiên trên thế giới trượt tuyết (trượt tuyết đơn sắc) theo chiều dài của hồ Loch Ness. Từ Lochend đến Fort Augustus và trở lại, ông đã trượt quãng đường dài 77 km (48 dặm) trong 77 phút với tốc độ trung bình là 60 km/h (37 mph).
Vào tháng 7 năm 1966, Brenda Sherratt trở thành người đầu tiên bơi theo chiều dài của hồ. Cô ấy mất 31 giờ 27 phút để đạt được thành tích này.

## Hình ảnh

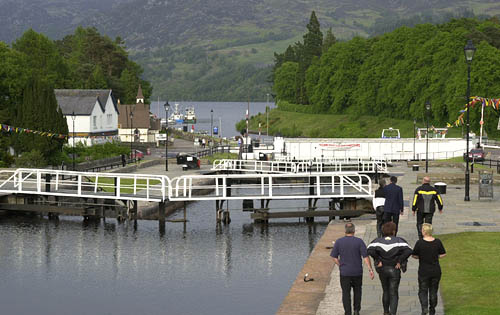
Rạch Caledonian Canal tại Fort Augustus, Loch Ness phía sau
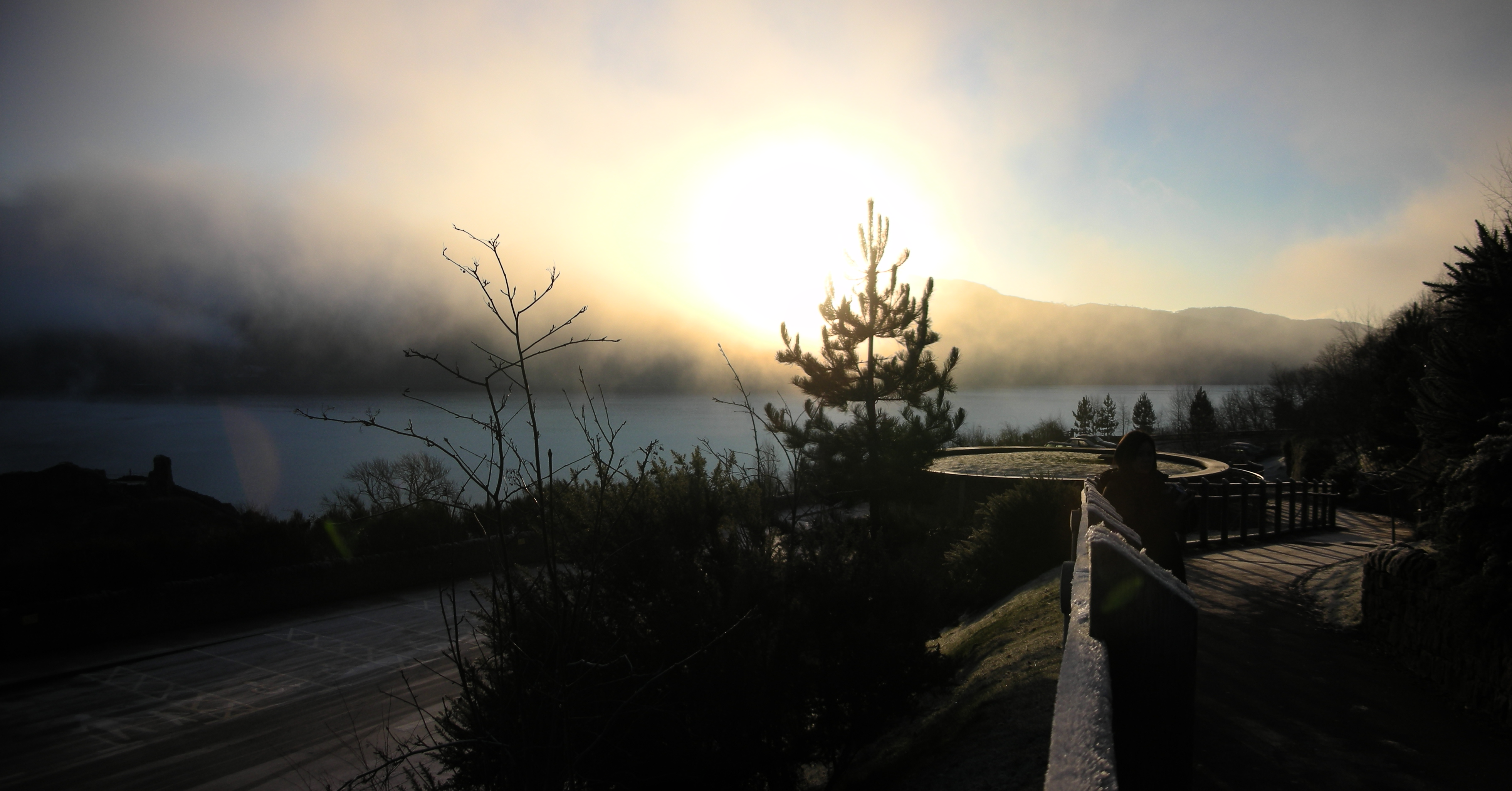
Mặt trời mọc trên Loch Ness, nhìn từ Urquhart Castle
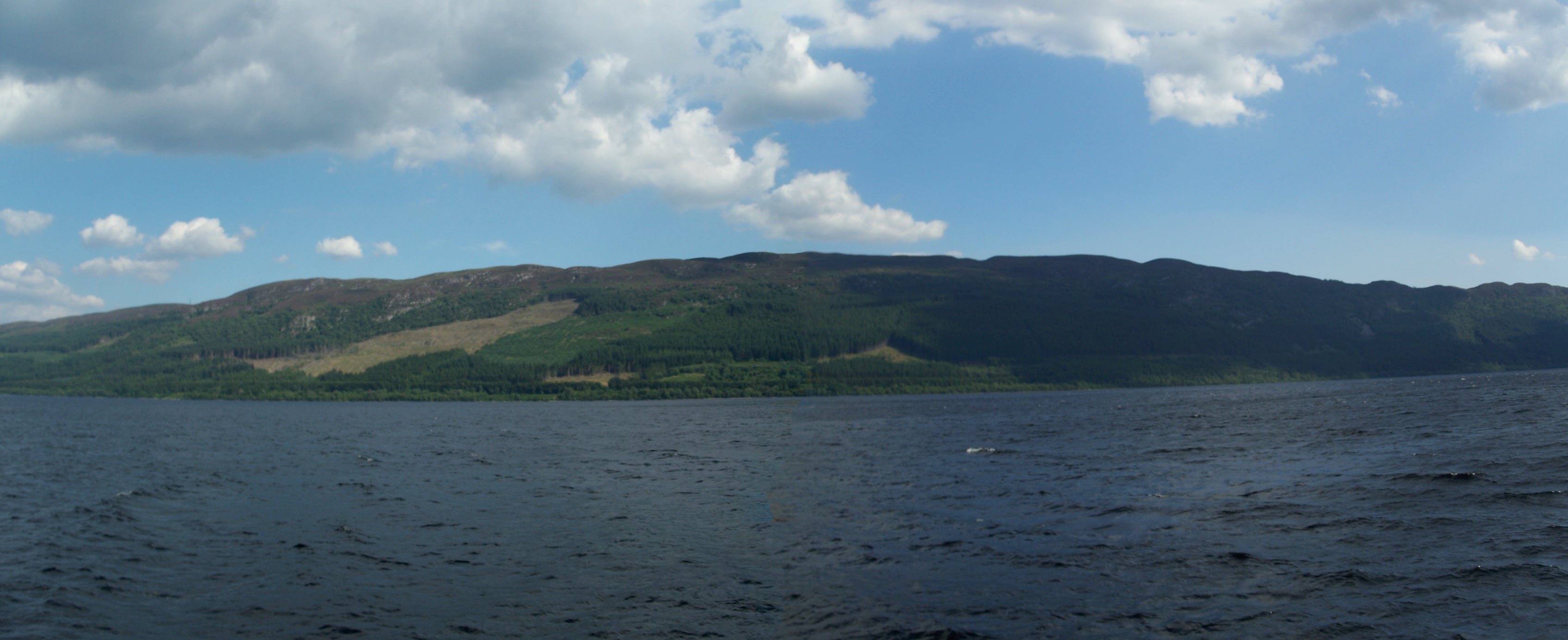
Loch Ness cảnh rộng chụp từ thuyền năm 2008